# 넬비 티아파크
넬비 라만 티아파크(독일어: Nelvie Raman Tiafack, 1999년 1월 3일~)는 카메룬 태생 독일의 권투 선수이다. 2024년 하계 올림픽에서 남자 슈퍼헤비급 동메달을 획득했으며 유럽 선수권 대회에서 금메달 1개를 획득했다.